# Reserva Biológica de Sooretama
A Reserva Biológica de Sooretama está localizada nos municípios de Sooretama e  Linhares no estado de Espírito Santo na região sudeste do Brasil. O bioma predominante é o da Mata Atlântica. É administrada pelo Instituto Chico Mendes de Conservação da Biodiversidade (ICMBio), sendo reconhecida como reserva biológica em 1982 e como reserva da biosfera pela UNESCO desde 1999.

## Descrição
A unidade de conservação foi criada em 1941, delimitada pelo rio Barra Seca, córrego Cupido e Lagoa do Macuco, em um contexto em que o desmatamento da Mata Atlântica avançava desenfreadamente pelo Espírito Santo. Em 1982, foi instituída como reserva biológica, vindo a ser reconhecida como reserva da biosfera pela UNESCO em 1999.
O bioma da Mata Atlântica é expresso através da chamada Mata dos Tabuleiros. Faz parte de uma área preservada contínua de cerca de 50 mil hectares que também abrange a Reserva Natural de Linhares e outras duas reservas particulares do patrimônio natural (RPPNs). Em conjunto constituem a maior reserva de Mata dos Tabuleiros do Espírito Santo e uma das maiores áreas de Mata Atlântica da Costa do Descobrimento.